# Tréméloir
Tréméloir (en bretón Tremelar) era una comuna francesa situada en el departamento de Bretaña, de la región de Costas de Armor, que el uno de enero de 2016 pasó a ser una comuna delegada de la comuna nueva de Pordic al fusionarse con la comuna de Pordic.

## Demografía
| Gráfica de evolución demográfica de Tréméloir entre 1800 y 2014 |
|                                                                 |

Los datos demográficos contemplados en este gráfico de la comuna de Tréméloir se han cogido de 1800 a 1999 de la página francesa EHESS/Cassini, y los demás datos de la página del INSEE.